# Manuel Silvestre
Manuel Silvestre Sánchez (Barcellona, 2 giugno 1965) è un ex pallanuotista spagnolo, vincitore di una medaglia d'argento ai giochi olimpici di Barcellona 1992. Vanta anche un argento mondiale e due bronzi europei.